# Wali Jones
Walter „Wali” Jones (ur. 14 lutego 1942 w Filadelfii) – amerykański koszykarz, występujący na pozycji rzucającego obrońcy, mistrz NBA z 1967.

## Osiągnięcia
NCAA
- Zaliczony do:
  - III składu All-American (1964 przez UPI)[2]
  - NCAA tournament’s All-East Region Team
- 2-krotny laureat nagrody – Robert V. Geasey Trophy (1963, 1964)[2]
- Uczelnia zastrzegła należący do niego numer 24 (1995)[3]

NBA
- Mistrz NBA (1967)[1]
- Zaliczony do składu I składu debiutantów NBA (1965)[4]
- Uczestnik meczu gwiazd Legend NBA (1990, 1993)[5]

Inne
- Wybrany do galerii sław:
  - Sportu Filadelfii (2012)[6]
  - Filadelfia Big 5[6]